# Асано Такума
Такума Асано (яп. 浅野拓磨, нар. 10 листопада 1994, Комоно) — японський футболіст, нападник клубу «Бохум» і національної збірної Японії.

## Клубна кар'єра
У дорослому футболі дебютував 2013 року виступами за команду клубу «Санфречче Хіросіма», в якій провів три сезони, взявши участь у 60 матчах чемпіонату. 
2016 року перейшов до лондонського «Арсенала». Проте за головну команду «канонірів» так і не дебютував. Натомість два наступні роки провів в оренді у |«Штутгарті», після чого ще протягом сезону грав у Німеччині, також на правах оренді виступаючи за «Ганновер 96».
Влітку 2019 року за 1 мільйон євро перейшов до сербського «Партизана», де провів наступні два сезони.
У травні 2021 року залишив белградську команду на правах вільного агента, а за два місяці повернувся до Німеччини, уклавши дворічний контракт з «Бохумом».

## Виступи за збірні
У 2015 році дебютував в офіційних матчах у складі національної збірної Японії. Стнаом на вересень 2021 року провів у формі головної команди країни 28 матчів, забивши 6 голів.
У 2016 році захищає кольори олімпійської збірної Японії. У складі збірної — учасник  футбольного турніру на Олімпійських іграх 2016 року у Ріо-де-Жанейро.
| Дата       | Місто         | Господарі         | Результат | Гості                | Турнір                            | Голи | Примітки |
| ---------- | ------------- | ----------------- | --------- | -------------------- | --------------------------------- | ---- | -------- |
| 2-8-2015   | Ухань         | Північна Корея    | 2 – 1     | Японія               | Кубок Східної Азії з футболу 2015 | -    | 84'      |
| 5-8-2015   | Ухань         | Японія            | 1 – 1     | Південна Корея       | Кубок Східної Азії з футболу 2015 | -    | 70'      |
| 9-8-2015   | Ухань         | КНР               | 1 – 1     | Японія               | Кубок Східної Азії з футболу 2015 | -    | 84'      |
| 3-6-2016   | Toyota        | Японія            | 7 – 2     | Болгарія             | товариський матч                  | 1    | 59'      |
| 7-6-2016   | Суйта         | Японія            | 1 – 2     | Боснія і Герцеговина | товариський матч                  | -    |          |
| 1-9-2016   | Сайтама       | Японія            | 1 – 2     | ОАЕ                  | Відбір до ЧС 2018                 | -    | 66'      |
| 6-9-2016   | Бангкок       | Таїланд           | 0 – 2     | Японія               | Відбір до ЧС 2018                 | 1    | 82'      |
| 6-10-2016  | Сайтама       | Японія            | 2 – 1     | Ірак                 | Відбір до ЧС 2018                 | -    | 75'      |
| 11-10-2016 | Мельбурн      | Австралія         | 1 – 1     | Японія               | Відбір до ЧС 2018                 | -    | 84'      |
| 11-11-2016 | Касіма        | Японія            | 4 – 0     | Оман                 | товариський матч                  | -    | 60'      |
| 7-6-2017   | Тьофу         | Японія            | 1 – 1     | Сирія                | товариський матч                  | -    | 63'      |
| 31-8-2017  | Сайтама       | Японія            | 2 – 0     | Австралія            | Відбір до ЧС 2018                 | 1    | 89'      |
| 5-9-2017   | Джидда        | Саудівська Аравія | 1 – 0     | Японія               | Відбір до ЧС 2018                 | -    | 46'      |
| 6-10-2017  | Toyota        | Японія            | 2 – 1     | Нова Зеландія        | товариський матч                  | -    | 78'      |
| 10-10-2017 | Йокогама      | Японія            | 3 – 3     | Гаїті                | товариський матч                  | -    | 46'      |
| 10-11-2017 | Вільнев-д'Аск | Японія            | 1 – 3     | Бразилія             | товариський матч                  | -    | 46'      |
| 14-11-2017 | Брюгге        | Бельгія           | 1 – 0     | Японія               | товариський матч                  | -    | 68'      |
| 11-9-2018  | Осака         | Японія            | 3 – 0     | Коста-Рика           | товариський матч                  | -    | 68'      |
| 15-10-2019 | Душанбе       | Таджикистан       | 0 – 3     | Японія               | Відбір до ЧС 2022                 | 1    | 63'      |
| 19-11-2019 | Суйта         | Японія            | 1 – 4     | Венесуела            | товариський матч                  | -    | 65'      |
| 12-11-2020 | Ґрац          | Японія            | 1 – 0     | Панама               | товариський матч                  | -    | 72'      |
| 17-11-2020 | Ґрац          | Японія            | 0 – 2     | Мексика              | товариський матч                  | -    | 77'      |
| 25-3-2021  | Йокогама      | Японія            | 3 – 0     | Південна Корея       | товариський матч                  | -    | 77'      |
| 30-3-2021  | Тіба          | Монголія          | 0 – 14    | Японія               | Відбір до ЧС 2022                 | 1    | 46'      |
| 28-5-2021  | Тіба          | Японія            | 10 – 0    | М'янма               | Відбір до ЧС 2022                 | -    | 79'      |
| 7-6-2021   | Суйта         | Японія            | 4 – 1     | Таджикистан          | Відбір до ЧС 2022                 | -    | 74'      |
| 11-6-2021  | Кобе          | Японія            | 1 – 0     | Сербія               | товариський матч                  | -    | 76'      |
| 15-6-2021  | Суйта         | Японія            | 5 – 1     | Киргизстан           | Відбір до ЧС 2022                 | 1    |          |
| Усього     |               | Матчів            | 28        |                      | Голів                             | 6    |          |

## Титули і досягнення
- Чемпіон Японії: 2013, 2015
- Володар Суперкубка Японії: 2013, 2014, 2016

Збірні
- Чемпіон Азії (U-23): 2016